# Hesicasme
Hesicasme (grec antic: ἡσυχασμός, hesikhasmós, de ἡσυχία, hesikhia, ‘quietud, descans, tranquil·litat, silenci’) és un corrent espiritual de la tradició eremítica ortodoxa (i d'altres esglésies de ritu bizantí), la doctrina i la pràctica (grec antic: ἡσυχάζω, hesikhazo: ‘per mantenir la quietud’) de la qual foren establertes a partir de segle iv pels monjos anomenats pares del desert, i difoses àmpliament al mont Atos durant el segle xiv. Dos dels majors representants d'aquest corrent foren Gregori Palamàs i Gregori del Sinaí. La instrucció hesicasta es basa en la quietud interior com a representació del camí de l'ésser humà cap a Déu, a través de l'exercici de la pregària del cor i la disciplina ascètica del cos.

## Pràctica
Amb alguna raó s'ha qualificat l'hesicasme com una pràctica que manté semblances amb l'Orient, és més, molt probablement hagin existit influxos provinents de l'Índia; tot i que alguns sostenen que la influència pogué ser a la inversa; la part central de la doctrina es basa en una re-unió amb la deïtat i per això es dona un conjunt de pràctiques fisiològiques i psicològiques; per exemple mantenir la immobilitat física i psíquica (per a això el més comú era mirar-se fixament el propi melic) mentre es recitava incessantment l'anomenada "pregària a Jesús" o "pregària del cor", la qual consisteix en una reiteració d'una mateixa frase segons el ritme relaxat de la respiració. Pel que deien els practicants de l'hesicasme, la unió mística i l'ilapse se'ls manifestava com una llum semblant a aquella que envoltà Crist al mont Tabor.